# Agrotis stenospila
Agrotis stenospila är en fjärilsart som beskrevs av Edward Meyrick 1928. Agrotis stenospila ingår i släktet Agrotis och familjen nattflyn. Inga underarter finns listade i Catalogue of Life.